# SCN5A
Le SCN5A est un gène humain codant la sous-unité alpha d'un canal sodique, voltage dépendant, de type V.

## Gène
Il est situé sur le chromosome 3 dans la région 3p21.

## Protéine
Elle est appelée Na(v)1.5 (ou Nav1.5) et est la sous-unité alpha d'un canal sodique, voltage dépendant, de type V. Son activité pourrait être modulée par des phénomènes mécaniques (traction) de la membrane qui le contient. Elle est également régulée par un complexe protéique composé de syntrophines et de dystrophines.

## Mutation du gène et médecine
Les mutations sur ce gène sont impliquées dans plusieurs maladies cardiaques, et, essentiellement dans les troubles du rythme cardiaque, comme le syndrome du QT long, certaines formes de fibrillation auriculaire, le syndrome de Brugada. Ils sont également responsable de troubles de la conduction cardiaque comme pour certains blocs sino-auriculaires congénitaux. Ils sont retrouvés dans certains cas de cardiomyopathie dilatée.
Dans certaines insuffisances cardiaque, des mutations sur deux gènes, RBM25 et LUC7L3 modifient l'épissage de l'ARN messager du SCN5A et la fonction du canal sodique résultant.
Le mécanisme par lequel une mutation conduit à ces maladies différentes quant à leur manifestation n'est pas clair.